# فرانكو فيراري
فرانكو فيراري (بالإسبانية: Franco Ferrari)‏ (10 أغسطس 1995 بروساريو في الأرجنتين - ) هو لاعب كرة قدم أرجنتيني في مركز الهجوم.

## روابط خارجية
- فرانكو فيراري على موقع قاعدة بيانات كرة القدم.إي يو (الإنجليزية)
- فرانكو فيراري على موقع Soccerway.com (الإنجليزية)
- فرانكو فيراري على موقع عالم كرة القدم.نت (الإنجليزية)